# هينك باكر
هينك باكر (بالهولندية: Henk Bakker)‏ (و. 1952 – م) هو سياسي، من مملكة هولندا، هو عضوٌ في حزب النداء الديمقراطي المسيحي.

## مناصب
تولى منصب عمدة هولندي ‏.